# Delices
Delices este un oraș din Dominica.